# ホウキタケ
ホウキタケ（箒茸、学名: Ramaria botrytis）は、ラッパタケ科ホウキタケ属の食用キノコの一種。和名は、珊瑚状に枝分かれしている姿が箒の先端に似ていることから名付けられている。地方名が多く、カブタケ、ネズミタケ、ネズミアシ、ホウキモタセ、マツヤマホウキなどともよばれる。

## 特徴
菌根菌（共生性）。初秋から晩秋にかけて、ナラ、コナラ、ブナなどの広葉樹林か、アカマツなどの針葉樹が混生した雑木林などの地上に発生する。場所によっては巨大なシロ（菌糸を伸ばしている場所）を形成するため、大量に発生していることもある。またこのキノコの近くには、マツタケもあると言われている。
子実体は、高さと径は最大で25センチメートル (cm) に達する事もあるキノコで、色は全体的に白っぽく、丈夫な円柱状の柄からホウキのように細かく枝を分け、先端部は色づいて多数の小枝の集合体となる。
歯切れが良く、和食全般に向く美味なキノコである。食べるときは軽く湯がいて下処理した後に、すまし汁、けんちん汁、バター炒め、味噌汁、キノコご飯などに利用する。佃煮、天ぷら、グラタンの具などにも合う。

## 分類
ホウキタケ属は、ホウキにも例えられるサンゴのような形をしたキノコであるが、色はさまざまなタイプが存在し、白色、ピンク色、黄色、赤色などカラフルなものも多い。老菌になると色もくすんできて、幼菌とはまた違った見た目で印象もだいぶ変わって見える。優秀な食用キノコを含むが、一方ではキホウキタケ（Ramaria flava）、ハナホウキタケ（Ramaria formosa）などの胃腸系の食中毒を起こすキノコも含まれている。
種としての現在のホウキタケの学名はヨーロッパ産のものであり、日本産の「ホウキタケ」は発生場所、形態が多様性に富んでいるため学名については疑問視されていた。分子系統解析が行われた結果、日本産のホウキタケ類似種はヨーロッパ産の Ramaria botrytis とは一致しないものの非常に近縁のクレードと、 Ramaria botrytis とは異なる、日本産とヨーロッパ産にまたがるクレードに属することが判明した。このため、日本産のホウキタケ類似種の多くは未記載種であり、後者については新属となる可能性が指摘されている。

## 参考画像

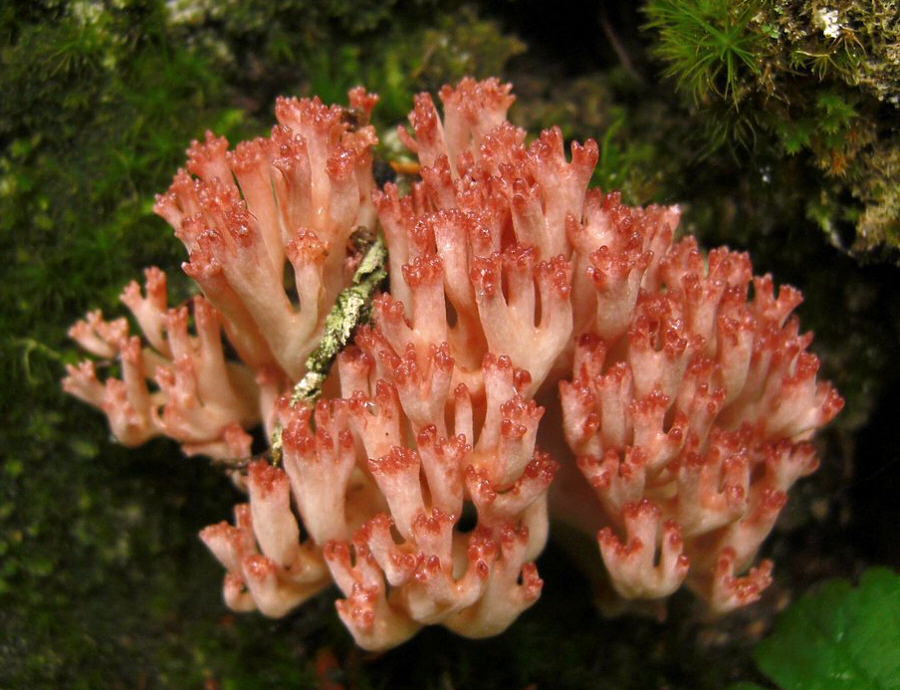
Ramaria botrytis
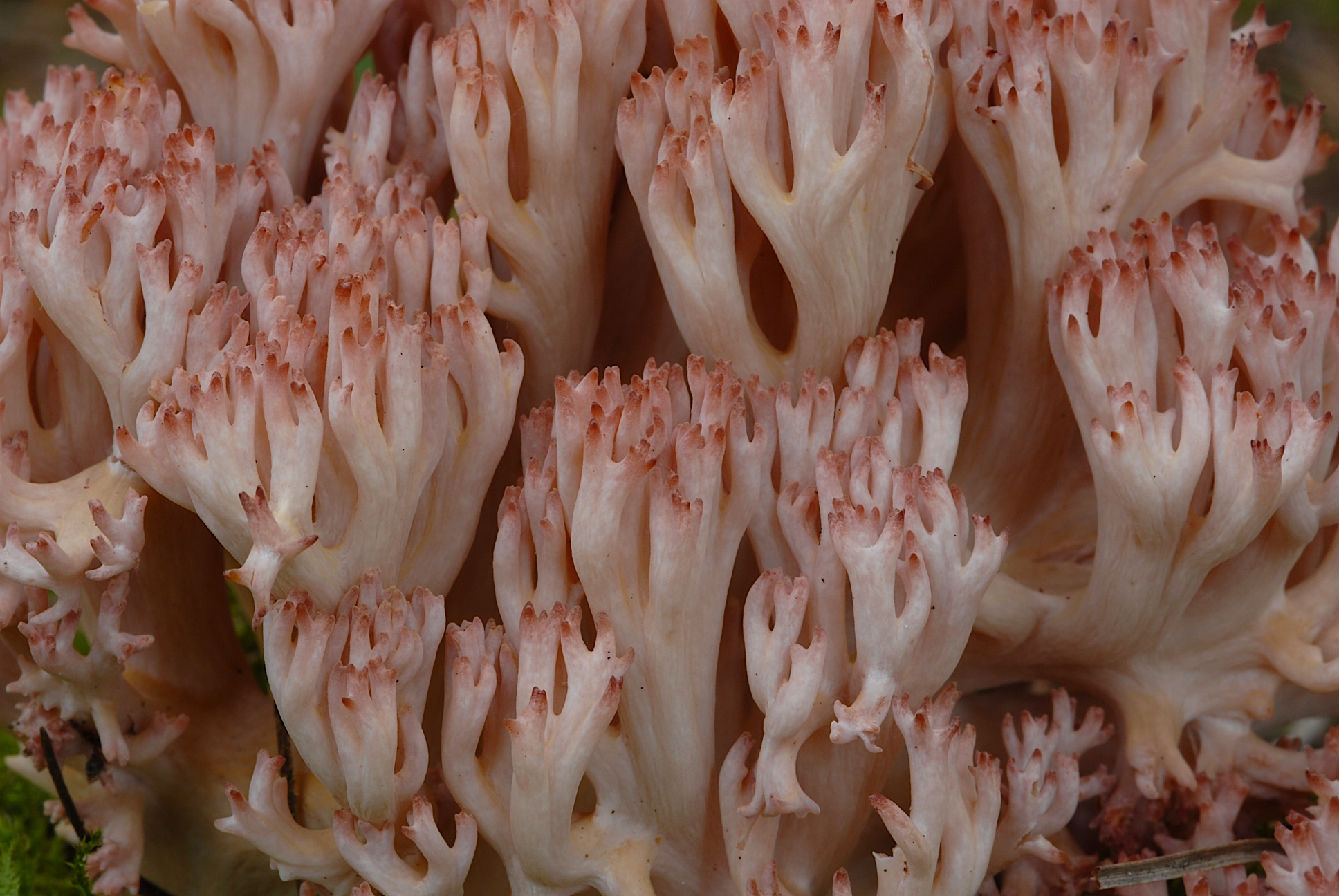
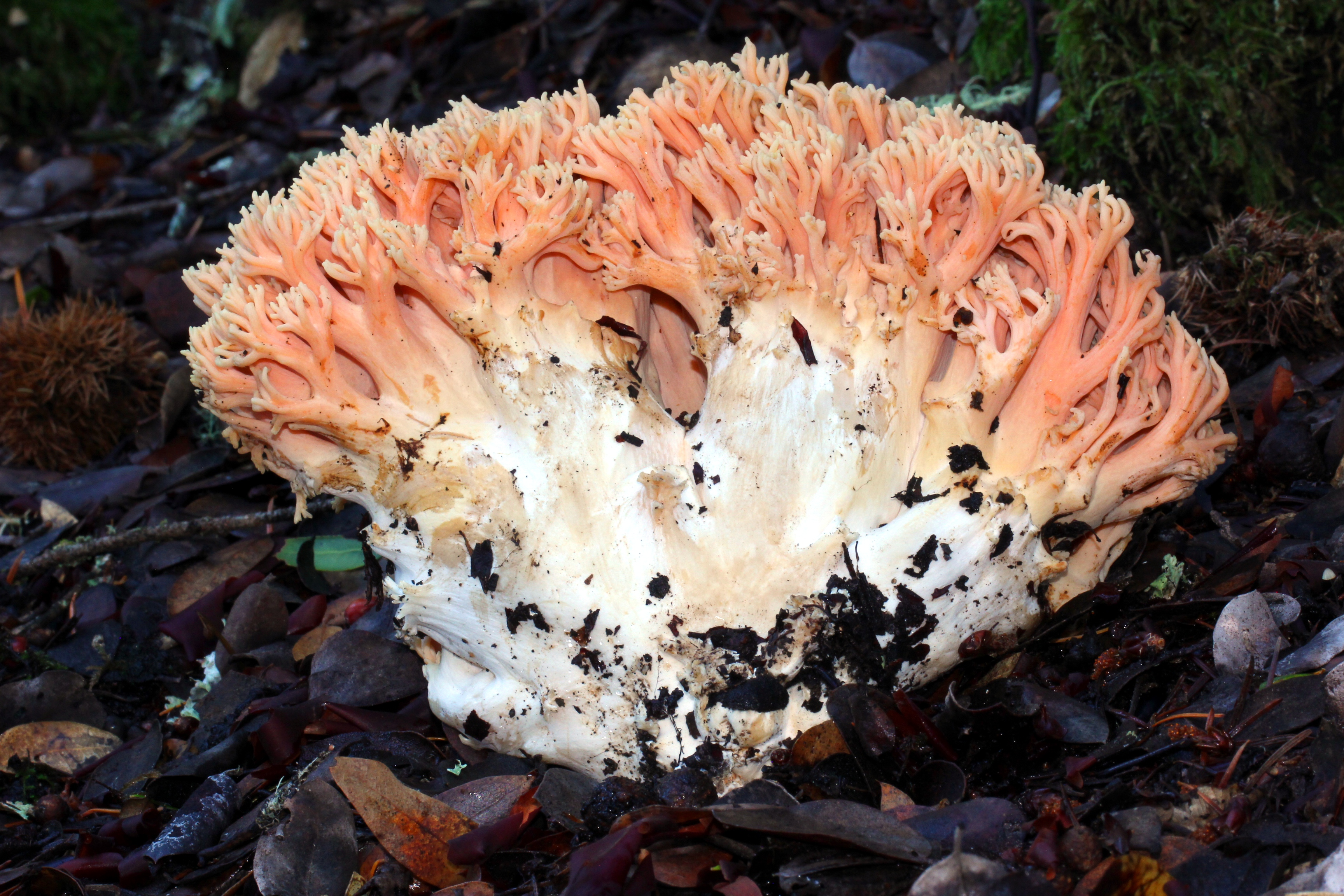
R. formosa